# Monarquia constitucional de França
La Monarquia Constitucional de França fou un breu període històric (1791-1792) durant el qual el Regne de França va ser regit per un règim de monarquia constitucional en contrast amb la monarquia absoluta immediatament anterior i que va acabar oficialment amb l'Antic Règim. S'emmarca dins del context de la Revolució Francesa (1789-1804).

## Antecedents
Des de 1789, França estava experimentant una revolució en el seu govern i els seu ordre socials. Es va declarar una Assemblea Nacional i promulgà la seva intenció de dotar a França d'una constitució justa i liberal. Lluís XVI es va traslladar a París l'octubre d'aquell any, però va rebutjar París i va organitzar un complot de fugida el 1791. El complot, conegut com la Fugida a Varennes, finalment no es va materialitzar i va danyar greument qualsevol opinió pública positiva per a la monarquia. [4] Els germans de Lluís XVI a l'exili de Coblença es van reunir per una invasió de França. Àustria i Prússia van respondre a les crides dels germans reials i van publicar la Declaració de Pillnitz a l'agost. La declaració afirmava que Prússia i Àustria volien restaurar Lluís XVI al poder absolut, però només intentarien fer-ho amb l'ajuda de les altres potències europees.